# Cirilo Villaverde
Cirilo Villaverde de la Paz (San Diego de Nuñez, Pinar del Río, Kuba, 1812. október 28. – New York, USA, 1894. október 24.) kubai költő, író, újságíró, szabadságharcos. Legismertebb műve a Cecilia Valdés, a gyarmati Kuba társadalmi osztályairól és népcsoportjairól.

## Élete
Egy doktor fiaként látta meg a napvilágot a San Diego de Nuñez cukornádültetvényen. Családja egy cukornádfeldolgozó mellett élt, így már kiskorától kezdve megfigyelhette a rabszolgaság működését annak minden kegyetlenségével. Családja 1820-ban Havannába költözött, ahol később jogot tanult. Csak rövid ideig dolgozott azonban jogi irodánál, inkább tanár lett és irodalommal kezdett foglalkozni.
Első munkái a hosszú nevű "Vegyes, hasznos és elfogadható kikapcsolódás" című magazinban jelentek meg. Részt vett Domingo del Monte, a közoktatás nagy pártfogója által szervezett irodalmi beszélgetéseken. Ebben az időszakban számtalan újságcikke jelent meg mára már elfeledett periodikákban.
1840-től figyelme Kuba Spanyolországtól való függetlensége felé fordult, Narciso López tábornok titkáraként kezdett dolgozni, aki a későbbiekben kétszer is megkísérelte Kuba függetlenségét katonai úton kivívni, de mindkét kísérlet kudarcba fulladt. Ezt megelőzően, 1848-ban spanyol katonák letartóztatták Villaverdét a lakásán, de a következő évben megszökött. Az Egyesült Államokba menekült és New Yorkban telepedett le, ahol aktív politikai tevékenységet folytatott; több kubai emigráns magazin, köztük a La Verdad és az El Independiente szerkesztője és kiadója volt.
Az általános amnesztia keretében, 1858-ban visszatért Kubába; több kiadványnál szerkesztőként és íróként dolgozott. Egy idő után azonban kiábrándult az ország helyzetéből és 1860-ban visszatért New Yorkba. Itt a Frank Leslie's Illustrated Newspaper szerkesztője lett. 1864-ben, Weehawkenben feleségével közösen magániskolát nyitottak. Négy évvel később, a Tízéves háború kitörése után csatlakozott a száműzetésben lévő forradalmi kormányhoz.     
Élete hátra lévő részét publikálással töltötte, regényeket írt, műfordításokat készített, Kuba függetlenségéért tevékenykedett. 1888-ban, majd 1894-ben, közvetlenül halála előtt, rövid látogatásokat tett Kubában. Maradványait hazaszállították és egy jeltelen sírban helyezték el.
A kubai Daína Chaviano írónő 2008-ban megemlékezett Villaverdéről Az örök szerelem szigete című regényében, amelynek egyik szerepében jelenik meg. Chaviano a Cecilia Valdés egy módosított verzióját is közreadja, az egyik betét történetben újraírván az eredeti történetet.

## Munkái
- "Lány az arany nyíllal" (La joven de la flecha del oro)
- "A farmer" (El Guajiro)
- "A kubai forradalom New Yorkból" ("La revolucion de Cuba vista desde New York")
- "Cecilia Valdés avagy az Angyal Dombja" (Cecilia Valdés o La Loma del Angel) Élete fő műve, és általában a 19. századi kubai irodalom egyik legfontosabb regényének tartják. Teljes terjedelmében olvasható spanyol nyelven a Gutenberg projekt lapján